# Robby Krieger
Robby Krieger (Los Angeles, Kalifornia, 1946. január 8. –) amerikai rock and roll gitáros. Játszott a The Doorsban és alkalomadtán dalokat is írt, például Light My Fire és Runnin’ Blue. Jim Morrison halála után átvette az énekesi szerepet, azonban így már nem értek el sikereket. Krieger gitározott a Blue Ösyster Cult néhány számában, 2002-ben pedig újraalakította a The Doorst Ray Manzarek billentyűssel, Ian Astburryvel és Stewart Copelanddel (a Police dobosával).
Kollégiumi évei alatt tanult meg gitározni a Menlo School-ban (San Francisco Bay Area, Kalifornia, USA). Eleinte a flamenco gitárok alsó négy húrjához hasonlóan hangolta fel ukulele gitárját.  Később, 1963-ban egy karácsonyi szünet alkalmával vásárolt egy igazi flamenco gitárt Puerto Vallartában és kitanulta a stílust, anélkül, hogy órákat vett volna. Később azonban egyre inkább belefáradt ebbe az irányzatba és segített megalapítani a Back Bay Chamberpot Terriers with Bill Wolff nevű börtönzenekart (a Peanut Butter Conspiracy utódját). Tehetségénél fogva sikereket ért el jazzgitárosként a The Doors-időszak után, számos albumot rögzítve az 1970-es és 1980-as évek során, többek között Versions 1983 és No Habla 1986.
A The Doors feloszlása után (1973) saját zenekart alakított The Robby Krieger Band néven, amely azonban rövid időn belül fel is oszlott. Manapság az újjáalakított Doorsban játszik.
Diszkográfia
The Doors
- A teljes életmű

Szólóalbumok
- 1977. Robbie Krieger & Friends
- 1982. Versions
- 1985. Robby Krieger
- 1989. Door Jams
- 1989. No Habla
- 2000. Cinematix
- 2010. Singularity

The Butts Band
- 1974. The Butts Band
- 1975. Hear and Now